# Trypanaeus vittulatus
Trypanaeus vittulatus är en skalbaggsart som beskrevs av Heinrich Bickhardt 1916. Trypanaeus vittulatus ingår i släktet Trypanaeus och familjen stumpbaggar. Inga underarter finns listade i Catalogue of Life.